# Нарочницкий, Алексей Леонтьевич
Алексе́й Лео́нтьевич Нарочни́цкий (3 (16) февраля 1907, Чернигов — 14 июня 1989, Москва) — советский историк, академик АН СССР (1972) и АПН СССР (1968), специалист по истории международных отношений, руководитель издания дипломатических документов по внешней политике России XIX века.

## Биография
Родился в семье учителя. Окончил исторический факультет Киевского института народного образования им. М. П. Драгоманова (1930); обучался в аспирантуре исторического факультета МГУ под руководством академика Н. М. Лукина (1934—1937). В 1942 году защитил кандидатскую диссертацию «Внешняя политика якобинской диктатуры».
Преподавал в МГУ (1941—1944), МГИМО (1944—1946; заведующий кафедрой международных отношений), АОН при ЦК ВКП(б)/КПСС (1946—1960; доцент, с 1956 профессор. В 1955 году защитил докторскую диссертацию «Агрессия европейских держав и США на Дальнем Востоке в 1882—1895 гг.». В 1949—1960 годах — заведующий кафедрой новой истории МГПИ им. В. П. Потёмкина, в 1960—1974 годах — заведующий кафедрой новой и новейшей истории МГПИ им. В. И. Ленина; разработал и читал курс историографии внешней политики. Также преподавал на историческом факультете МОПИ им. Н. К. Крупской, в ВПШ при ЦК КПСС и ВДШ при МИД СССР.
В 1946—1960 годах — старший научный сотрудник Института истории АН СССР; с 1957 года — эксперт-консультант МИД СССР, советник I класса, ответственный редактор издания «Внешняя политика России XIX и начала XX вв. Документы Российского министерства иностранных дел» (тт. 1—16, 1960-95). Член КПСС с 1961 года, с 1962 года — главный редактор журнала «Новая и новейшая история», член редколлегии журнала «Научные доклады высшей школы. Исторические науки». Председатель экспертной комиссии по истории ВАК СССР (1963—1968), председатель учебно-методического совета по истории при Министерстве просвещения СССР. После смерти академика В. М. Хвостова в 1972 году возглавил Научный совет «История внешней политики СССР и международных отношений» при Отделении истории АН СССР; член Комиссии по изданию дипломатических документов при МИД СССР (с 1974).
В 1974—1979 годах — директор Института истории СССР АН СССР; с 1979 года заведующий Отделом истории внешней политики СССР и России. Был участником Международных конгрессов исторических наук: в Вене (1965), Москве (1970), Сан-Франциско (1975), Бухаресте (1980), Штутгарте (1985). В 1974—1988 годах был председателем советской части Комиссии историков СССР и СФРЮ, в 1975 году возглавлял советскую делегацию на научной конференции в Югославии. Член Сербской академии наук (1981).
В 1976—1977 годы являлся главным научным консультантом цикла документальных телевизионных фильмов «Наша биография», посвящённых 60-летию Октябрьской революции.
Его брат был репрессирован (освобождён при Хрущеве). 
Супруга — Лидия Ивановна (1922—2012), историк; дочери: Наталия (род. 1948) и Екатерина (род. 1959) — историки. Жил в Москве на Гоголевском бульваре, позднее в районе Ленинградского проспекта.
Похоронен на Введенском кладбище (6 уч.).

## Научная деятельность
Рассматривал международные отношения как часть общеисторического процесса, во взаимосвязи с идейными течениями и особенностями внутреннего социально-экономического развития государств. Обосновывая свойственное большинству европейских держав геополитическое стремление к расширению сфер влияния, А. Л. Нарочницкий выступал за взвешенные оценки внешней политики России. Исследовал взаимоотношения европейских стран в период наполеоновских войн, политику ведущих мировых держав на Балканах и Дальнем Востоке в XIX — начале XX вв., в том числе историю русско-китайских и русско-японских отношений.
Ввёл в научный оборот тысячи архивных документов. Автор и редактор более 400 научных публикаций. Соавтор коллективных трудов «История дипломатии» (т. 1, 1941; Сталинская премия в составе авторского коллектива, 1942), «Международные отношения на Дальнем Востоке. 1870—1945» (М., 1951), «Революции 1848—1849 гг.» (М., 1952; премия Президиума АН СССР), «Международные отношения на Дальнем Востоке» (кн. 1-2, 1973), «История народов Северного Кавказа» (т. 1-2, 1988; отв. редактор), «Внешняя политика России (историография)» (1988) и др. При участии А. Л. Нарочницкого подготовлен ряд университетских и школьных учебников по истории и историографии; был научным руководителем более 60 кандидатских диссертаций.
Член редакционной коллегии библиотечки Детской энциклопедии «Учёные — школьнику» (издательство «Педагогика»).
По мнению профессора М. Н. Машкина, «oсобое место во всех работах А. Л. Нарочницкого занимало противодействие нигилистически-враждебным взглядам на внешнюю политику России». Его собственная дочь характеризовала его как "соединившего в себе дореволюционную культуру и советскую, при этом вполне такого демократичного". Также она замечала: "У папы, как считалось, человека имперского мышления, который склонен защищать императорскую Россию в своих трудах, были оппоненты и даже враги, которые много чего против него замышляли. Но эти же враги к нему посылали в аспиранты своих детей. Потому что в той среде было немыслимо, что можно из-за идейных расхождений, и даже вражды между профессорами отыграться на детях. Сейчас это звучит странно..."

## Труды
Книги
- Международные отношения накануне и во время Французской буржуазной революции конца XVIII в. (1763—1794). — М., 1946;
- Международные отношения европейских государств с 1794 до 1830 год. — М., 1946;
- Международные отношения европейских государств от Июльской революции до Парижского мира (1830—1856). — М., 1946;
- Международные отношения от Парижского до Франкфуртского мира (1856—1871). — М., 1946;
- Колониальная политика капиталистических держав на Дальнем Востоке (1860—1895). — М., 1956;
- «Внешняя политика России XIX — начала XX вв.: документы Российского министерства иностранных дел» (т. 1—16, 1960—1995; редактор);
- «История народов Северного Кавказа» (т. 1—2, 1988; редактор).

Статьи
- Якобинская республика и нейтральные государства летом 1793 года // Вопросы истории. — 1945. — № 3-4;
- К вопросу о японской агрессии в Корее и причинах японо-китайской войны 1894—1895 гг. // Вопросы истории. — 1950. — № 5;
- Экспансия США на Дальнем Востоке в 50‒70-е годы XIX в. // Исторические записки. 1953. — Т. 44;
- Реакционная американская литература о дальневосточной политике США 1938—1945 годов // Вопросы истории. — 1954. — № 4;
- Встречи советских и датских историков // Вопросы истории. — 1960. — № 3;
- Об историческом значении континентальной блокады // Новая и новейшая история. — 1965. — № 6;
- О преподавании историографии в высшей школе // Вопросы истории. — 1973. — № 6;
- К истории внешней политики России на Дальнем Востоке в XIX в. // Вопросы истории. — 1974. — № 6 (в соавт. с Л. Г. Бескровным);
- Итоги и перспективы изучения истории Югославии в СССР // Вопросы истории. — 1975. — № 7 (в соавт. с Ю. А. Писаревым);
- О теории и методологии истории международных отношений // Вопросы истории. — 1976. — № 2;
- XXV съезд КПСС и задачи изучения отечественной истории // История СССР. — 1976. — № 2 (в соавт. с В. И. Бугановым и В. П. Шерстобитовым);
- Великие державы и Сербия в 1914 г. // Новая и новейшая история. — 1976. — № 4;
- Итоги и перспективы изучения истории внешней политики СССР // История СССР. — 1976. — № 4 (в соавт. с А. Е. Иоффе и В. Я. Сиполсом);
- Балканский кризис 1875—1878 гг. и великие державы // Вопросы истории. — 1976. — № 11;
- Некоторые актуальные проблемы истории советского рабочего класса // История СССР. — 1978. — № 4 (в соавт. с И. Е. Ворожейкиным, А. В. Митрофановой, В. Е. Полетаевым и С. Л. Сенявским);
- Берлинский конгресс, Россия и южные славяне // Новая и новейшая история. — 1979. — № 2;
- Россия и наполеоновские войны за господство над Европой // Вопросы истории. — 1979. — № 4 (переизд. в сборнике: Проблемы методологии и источниковедения истории внешней политики России. М., 1986);
- Греческое национально-освободительное движение и Россия // Вопросы истории. — 1980. — № 12 (переизд. в: Балканские исследования: сб. — Вып. 7. — М., 1982);
- Актуальные проблемы истории внешней политики СССР и международных отношений // Вопросы истории. — 1981. — № 10 (в соавт. с Л. Н. Нежинским);
- О характеристике I Сербского восстания 1804—1813 гг. и его месте в истории революций конца XVIII и начала XIX в. // Jyгословенске земле и Рycиjа за време првого српского устанка 1804—1813. — Београд, 1983;
- Новые явления в дипломатии и проблема обеспечения мира в 1919—1939 гг. // Вопросы истории. — 1985. — № 7;
- Австрия между Францией и Россией в 1811—1813 гг. и русская дипломатия // Новая и новейшая история. — 1987. — № 3;
- Историческое значение ленинского Декрета о мире // Новая и новейшая история. — 1987. — № 5;
- Актуальные вопросы изучения истории внешней политики СССР и международных отношений // Вопросы истории. — 1987. — № 122 (в соавт. с Л. Н. Нежинским);
- Испания 1808—1823 гг. глазами российских дипломатов // Вопросы истории. — 1988. — № 2;
- Советско-югославский договор 5 апреля 1941 г. о дружбе и ненападении (по архивным материалам) // Новая и новейшая история. — 1989. — № 1.

## Награды
- Орден Трудового Красного Знамени
- Сталинская премия I степени (10 апреля 1942) — за книгу «История дипломатии», т. I, опубликованную в 1941 году